# Joachim Zekoll
Joachim Zekoll (* 1955) ist ein deutscher Rechtswissenschaftler und Rechtsvergleicher. Er hatte von 2001 bis 2022 den Lehrstuhl für Zivilrecht, Zivilprozessrecht und Rechtsvergleichung an der Johann-Wolfgang-Goethe-Universität Frankfurt am Main inne und übernahm dann eine Seniorprofessur.

## Leben
Zekoll legte 1983 das juristische Staatsexamen als Absolvent der Einstufigen Juristenausbildung an der Gottfried Wilhelm Leibniz Universität Hannover ab. Ein Jahr später folgte der Master of Laws (LL.M.) an der University of California, Berkeley. Promoviert wurde Zekoll 1986 wiederum durch die Juristische Fakultät der Universität Hannover. Seine Promotionsschrift erschien 1987 unter dem Titel US-amerikanisches Produkthaftpflichtrecht vor deutschen Gerichten.
Von 1986 bis 1988 arbeitete Zekoll als Associate Attorney in San Francisco. 1989 trat er eine Stelle als Assistant Professor an der Louisiana State University an. Es folgten Gastprofessuren in Berkeley (1991/92), Freiburg (1995) und Heidelberg (1998/99) sowie Professuren an der Tulane University in New Orleans (1992–2001; 2003–2007). Seinen Lehrstuhl in Frankfurt am Main übernahm er 2001. Zekoll ist seit 2008 assoziiertes Mitglied im Exzellenzcluster 243: Die Herausbildung normativer Ordnungen und seit 2011 Teilprojektleiter im LOEWE-Schwerpunkt Außergerichtliche und gerichtliche Konfliktlösung, ein Verbundforschungsvorhaben im Rahmen des hessischen Landesexzellenzprogramms.

## Mitgliedschaften
- American Law Institute: seit 1998
- International Academy of Comparative Law: seit 1999